# Abdij van Villeneuve-lès-Soissons
De abdij van Villeneuve-lès-Soissons is een voormalige abdij van de celestijnen in de buurt van Soissons, in het Franse departement Aisne (regio Hauts-de-France) .  Ze werd opgebouwd door Engelram VII van Coucy. Momenteel staat er het 20e-eeuwse kasteel van Villeneuve-Saint-Germain op die plek. De fundatie komt overeen met de voormalige abdij.

## Geschiedenis
In 1330 liet gravin Marguerite aan de oevers van de Aisne een kasteel bouwen dat de residentie werd van haar dochter Jeanne. Dit eigendom werd al snel omringd door huizen en zo ontstond het dorpje Villeneuve.
In 1367 ging het graafschap Soissons over in de handen van Engelram VII van Coucy. Hij besloot het kasteel te slopen om er een gemeenschap van celestijnen te vestigen, die hun gebeden moesten wijden aan zijn toekomstige kruistocht tegen de ongelovigen.
In 1390 bouwde hij een klooster, een kerk, een kloostergang en een refter, voor twaalf monniken.
Hij stierf echter voordat het klooster voltooid was. Zijn dochter, Maria, verkocht in 1404 het graafschap Soissons aan Lodewijk I van Orléans en vroeg hem het project van haar vader te voltooien. Vier jaar later werd de abdij van de heilige Drievuldigheid voltooid voor 18 monniken.
Volgens abt Roussel strekte de abdij zich uit tussen de rivier de Aisne en het dorp Villeneuve in een omheining van 15 arpents (ongeveer 5 hectare), met wijngaarden, tuinen, fonteinen, klooster en bijgebouwen, omgeven door grachten om de gebouwen tegen overstromingen te beschermen. De gebouwen waren opgetrokken uit steen en bedekt met leisteen. De kapel, bekroond door een klokkentoren, behield het hart van Engelram VII.
Na de plundering door de hugenoten in 1567 werden de gebouwen verwoest en moesten zij opnieuw worden opgetrokken. Abt Roussel had het over een "grootser klooster... terwijl zijn tuinen, kunstig aangelegd, verfrist werden door zijn stromend water dat dag en nacht nooit zweeg".
De volgende jaren waren voorspoedig voor de abdij, die tot 30 monniken kon verwelkomen. De abdij was de glorie van het dorp en een liefdadigheidsinstelling voor zijn inwoners.
Bij het begin van de revolutie waren er nog maar 9 religieuzen over.
In 1778 werd de celestijnse gemeenschap door een decreet van de raad van koning Lodewijk XVI opgeheven en werd de ontruiming van het klooster van Villeneuve bevolen.
In 1790 werd de voormalige abdij opgeëist om een bijgebouw te worden van het militair hospitaal van Soissons, alvorens te worden verkocht als nationaal bezit.